# Us (Peter-Gabriel-Album)
Us ist das sechste Studioalbum und das zehnte Album insgesamt des englischen Singer-Songwriters und Rock-Musikers Peter Gabriel und wurde am 27. September 1992 von Real World Records veröffentlicht.

## Hintergrund
Das Album war der zweite Teil der Trilogie mit Album-Titeln aus zwei Buchstaben und einem einsilbigen Namen nach So und vor Up.
Nach der Veröffentlichung seines Soundtrack-Albums Passion im Jahr 1989 begann Gabriel mit der Arbeit an neuem Material für ein neues Album, sein erstes seit So, das seine meistverkaufte Veröffentlichung wurde. Gabriel konzentrierte sich auf Us auf persönliche Themen, darunter seine Scheidung in den späten 1980er Jahren, seine anschließende Beziehung mit der Schauspielerin Rosanna Arquette und die wachsende Distanz zwischen ihm und seiner jüngeren Tochter Melanie. Es entstand ein tiefer Blick in seine eigene Seele.
Das Album brachte Hightech mit analogen Beiträgen von Musikern aus Westafrika, Ägypten und Armenien zusammen. Gabriel arbeitete erneut mit Daniel Lanois als Co-Produzent und arbeitete unter anderem mit John Paul Jones von Led Zeppelin, Brian Eno, Peter Hammill von Van Der Graaf Generator, Leo Nocentelli von The Meters und Sinéad O’Connor zusammen.
Us wurde mit einer frühen Form von interaktiver Multimediasoftware für Macintosh- und Windows-Computer mit dem Titel Xplora1: Peter Gabriel’s Secret World beworben, die mehrere Musikvideos aus dem Album enthielt. Das Album Us war ein weltweiter Erfolg in den Musikcharts und erreichte Platz 2 im Vereinigten Königreich und in den USA sowie die Top Ten in zwölf weiteren Ländern. Es wurden vier Singles veröffentlicht: Digging in the Dirt, Steam, Blood of Eden und Kiss That Frog, wobei Steam im Vereinigten Königreich Platz 10 erreichte. Gabriel begleitete das Album mit seiner Secret World Tour in den Jahren 1993 und 1994, die auf dem Album Secret World Live und dem gleichnamigen Konzertfilm dokumentiert wurde, die beide 1994 erschienen. Us wurde im Rahmen des Remasterings seines Backkatalogs 2002 neu aufgelegt.

## Entstehung und Veröffentlichung
Im Oktober 1989 arbeitete Gabriel zunächst an Prototypen von Liedern, die auf dem US-Album verwendet werden sollten, aber er bereitete auch neue Versionen von Liedern für das 1990er Kompilationsalbum Shaking the Tree: Sixteen Golden Greats vor und überwachte den Schnitt von 1987 in Griechenland in Athen gedrehten Konzertmitschnitten, die das erste Mal 1990 als Live-Videoalbum PoV veröffentlicht wurden. Schließlich konzentrierte er sich 1991 und bis Juni 1992 auf das Komponieren und Aufnehmen des Albums Us, hauptsächlich in seinen eigenen Real World Studios in dem Dorf Box, Wiltshire, England und mit speziellen Aufnahmesitzungen in den Kingsway Studios in New Orleans und im Studio 2000 in Dakar.
Gabriel hatte Sinéad O’Connor im Oktober 1990 bei einem der Human Rights Now!-Benefizkonzerte von Amnesty International für die Menschenrechte in Santiago, Chile, kennengelernt. Gabriel bat O’Connor, auf seinem Album zu singen, und sie kam in die Real World Studios, um ihre Gesangsparts bei Blood of Eden und Come Talk to Me zu übernehmen, letzteres schrieb Gabriel für seine jüngere Tochter Melanie, die damals noch ein Teenager war. Daniel Lanois produzierte das Album gemeinsam mit Gabriel, unterstützt von David Bottrill bei Programmierung und Technik. Lanois und Bottrill wurden mit der Aufgabe betraut, die Spuren von etwa tausend Digital Audio Tapes (DAT) zu organisieren und zu mischen, die verschiedene Studiobeiträge enthielten. Das endgültige Album ist fast 58 Minuten lang und damit wesentlich länger als alle seiner früheren Studioalben, die sich an die 46-Minuten-Grenze der analogen 12-Zoll-Vinyl-LP hielten.
Die Musikvideos zu dem Album Us wurden am 7. Dezember 1993 auf der Kompilation All About Us auf VHS, Laserdisc und CD-i veröffentlicht.
Auf dem Weltmusik-Kompilations-Album Plus from Us bot Gabriel an der Entstehung des Albums Us beteiligten Musikern die Plattform eigene Musikstücke auf einem gemeinsamen Album zu veröffentlichen.

## Artwork
Jedes Lied wird von dem Artwork eines maßgeschneiderten Kunstwerkes begleitet, das in dem Booklet der jeweiligen Ausgabe abgebildet ist, ähnlich wie später bei den Alben Up von 2002 und i/o von 2023. Die Bilder stammen von David Mach (Come Talk to Me), Finbar Kelly (Love to be Loved), Zadok Ben David (Blood of Eden), Ian Hughes (Steam), Mickaël Bethe-Sélassié (Only Us), Andy Goldsworthy (Washing of the Water), Zush (Digging in the Dirt), Jordan Baseman (Fourteen Black Paintings), Bili Bidjocka (Kiss That Frog) sowie Rebecca Horn (Secret World).

## Titelliste
Alle Lieder wurden von Peter Gabriel geschrieben.

### US-Album
1. Come Talk to Me (mit Sinéad O’Connor) – 7:06
2. Love to be Loved – 5:18
3. Blood of Eden (mit Sinéad O’Connor) – 6:38
4. Steam – 6:03
5. Only Us – 6:30
6. Washing of the Water – 3:52
7. Digging in the Dirt – 5:18
8. Fourteen Black Paintings – 4:38
9. Kiss That Frog – 5:20
10. Secret World – 7:03

Gesamtspielzeit: 57:41

### Bonustitel in Japan
1. Bashi-Bazouk (B-Seite der Single Digging in the Dirt, 2019 auch weltweit auf Flotsam And Jetsam veröffentlicht) – 4:46

## Mitwirkende

### Musiker
- Adzido Pan African Dance Ensemble – zusätzliche Perkussions-Schleife (9)
- The Babacar Faye Drummers – Sabar-Trommeln (1 und 4)
- Richard Blair – zusätzliche Strophen-Keyboards (1)
- Bill Dillon – E-Gitarre (2, 5)
- Dmitri Pokrovsky Ensemble – Gesang (1)
- Manny Elias – senegalesische Shaker (9)
- Brian Eno – zusätzliche Keyboards (2)
- Kudsi Ergüner – Nay-Flöte (5), Shaker (4)
- Richard Evans – Mandoline (8)
- Babacar Faye – Djembé (7, 8)
- Peter Gabriel – Hauptgesang (alle Titel), Keyboards (alle Titel), Triangel (1), Bass-Synthesizer (1, 3, 7, 9, 10), Perkussion (2, 4, 9), Valiha (2), Mundharmonika (9), Mexikanische Flöte (10)
- Tim Green – Tenorsaxophon (4, 6)
- Peter Hammill – Gesang (7)
- Reggie Houston – Baritonsaxophon (4, 6)
- Gus Isidore – Third-Bridge-Gitarre (3)
- Wayne Jackson – Trompete (4), Kornett (6)
- Daryl Johnson – Schlagzeug (2)
- John Paul Jones – Surdo (8), Bassgitarre (8), Keyboards (8)
- Manu Katché – Schlagzeug (1, 6, 7), Elektronisches Schlagzeug (2, 4, 5, 10), Perkussion (10)
- Daniel Lanois – Shaker (1), E-Gitarre (1, 10), zusätzlicher Gesang (1), Hi-Hat (3), Gesang (3), Dobro (8, 10)
- Caroline Lavelle – Cello (2, 6, 10)
- Tony Levin – Bassgitarre (1–7 und 10)
- Richard Macphail – Gesang (7)
- Marilyn McFarlane – Gesang (9)
- Levon Minassian – Duduk (1, 3, 8)
- Leo Nocentelli – E-Gitarre (4, 7)
- Sinéad O’Connor – Gesang (1, 3)
- Ayub Ogada – Gesang (5, 7)
- Chris Ormston – Dudelsack (1)
- Renard Poché – Posaune (4, 6)
- Hossam Ramzy – Tabla (2), Surdo (7)
- David Rhodes – Gitarre (1, 2, 4, 5, 7–10), zwölfsaitige Gitarre (3), Sologitarre (4)
- Mark Rivera – Altsaxophon (4, 6)
- L. Shankar – Geige (2, 3, 5, 8)
- Assane Thiam – Tama (7), Talking Drum (8)

### Technisches Personal
- Jordan Baseman – Artwork
- Zadok Ben-David – Artwork
- Mickaël Bethe-Sélassié – Artwork
- Bili Bidjocka – Artwork
- Richard Blair – Programmierung (4, 5, 7, 9), zusätzliche Programmierung (2, 3)
- David Bottrill – Tontechniker, Mixing, digitale Nachbearbeitung, Programmierung (1–4, 7, 10), zusätzliche Programmierung (5 und 9), Studiotechniker
- Malcolm Burn – Bläser-Arrangements (6), zusätzliches Synthie-Cello (10), zusätzliche Produktionsideen (10)
- Richard Chappell – Mischung der Bridge-Sektion (3)
- Ian Cooper – Mastering-Ingenieur
- Sue Coulson
- Jonny Dollar – Streicher-Arrangements (2, 6)
- Richard Evans – zusätzliche Technik (2), Abmisch-Tontechniker (8)
- Peter Gabriel – Programmierung (1, 2, 7–10), Bläser-Arrangement (4)
- Malcolm Garrett – Schallplattenhülle-Design
- Andy Goldsworthy – Artwork
- Brian Gray
- Stephen Hedges – Manager
- Rebecca Horn – Artwork
- Mark Howard – Bläser-Einspielung (6)
- Ian Hughes – Artwork
- Finbar Kelly – Artwork
- Daniel Lanois – Bläser-Arrangements (4)
- Mike Large
- Caroline Lavelle – Streicher-Arrangements (2)
- David Mach – Artwork
- Wil Malone – Streicher-Arrangements (2, 6)
- Doudou N’Diaye Rose – Programmierung (1 und 10)
- William Orbit – Programmierung (2), zusätzliche Programmierung (5)
- David Scheinmann – Fotografie
- Zush – Artwork

## Rezeption

### Charts und Chartplatzierungen
| ChartsChartplatzierungen       | Höchstplatzierung | Wochen |
| ------------------------------ | ----------------- | ------ |
| Deutschland (GfK)              | 1 (37 Wo.)        | 37     |
| Österreich (Ö3)                | 10 (16 Wo.)       | 16     |
| Schweiz (IFPI)                 | 2 (21 Wo.)        | 21     |
| Vereinigtes Königreich (OCC)   | 2 (29 Wo.)        | 29     |
| Vereinigte Staaten (Billboard) | 2 (53 Wo.)        | 53     |

| ChartsJahrescharts (1992)    | Platzierung |
| ---------------------------- | ----------- |
| Deutschland (GfK)            | 54          |
| Vereinigtes Königreich (OCC) | 79          |

| ChartsJahrescharts (1993)      | Platzierung |
| ------------------------------ | ----------- |
| Deutschland (GfK)              | 70          |
| Vereinigte Staaten (Billboard) | 81          |

### Auszeichnungen für Musikverkäufe
| Land/Region                  | Auszeichnungen für Musikverkäufe (Land/Region, Auszeichnung, Verkäufe) | Verkäufe  |
| ---------------------------- | ---------------------------------------------------------------------- | --------- |
| Argentinien (CAPIF)          | Gold                                                                   | 30.000    |
| Australien (ARIA)            | Gold                                                                   | 35.000    |
| Deutschland (BVMI)           | Platin                                                                 | 500.000   |
| Frankreich (SNEP)            | 2× Gold                                                                | 200.000   |
| Kanada (MC)                  | 2× Platin                                                              | 200.000   |
| Neuseeland (RMNZ)            | Gold                                                                   | 7.500     |
| Schweden (IFPI)              | Gold                                                                   | 50.000    |
| Spanien (Promusicae)         | Gold                                                                   | 50.000    |
| Vereinigte Staaten (RIAA)    | Platin                                                                 | 1.000.000 |
| Vereinigtes Königreich (BPI) | Platin                                                                 | 300.000   |
| Insgesamt                    | 7× Gold · 5× Platin ·                                                  | 2.372.500 |

Hauptartikel: Peter Gabriel/Auszeichnungen für Musikverkäufe

### Auszeichnungen und Nominierungen
| Jahr | Preis               | Kategorie                        | für | Resultat  |
| ---- | ------------------- | -------------------------------- | --- | --------- |
| 1992 | GAFFA-Prisen        | Best International Album         | Us  | Nominiert |
| 1993 | Danish Music Awards | Best International Album         | Us  | Nominiert |
| 1993 | Grammy Awards       | Best Pop Vocal Performance, Male | Us  | Nominiert |